# Thanh Chương
Thanh Chương là một huyện trung du, miền núi cũ nằm ở phía tây nam tỉnh Nghệ An, Việt Nam.

## Địa lý
Huyện Thanh Chương nằm ở phía tây nam của tỉnh Nghệ An, có vị trí địa lý:
- Phía đông giáp huyện Đô Lương và huyện Nam Đàn
- Phía tây giáp Lào với đường biên giới dài khoảng 53 km
- Phía nam giáp huyện Hương Sơn, tỉnh Hà Tĩnh
- Phía bắc giáp huyện Anh Sơn.

Thanh Chương được UNESCO công nhận là một trong các huyện thuộc Khu dự trữ sinh quyển Thế giới vào tháng 9/2017 (Khu dự trữ sinh quyển miền Tây Nghệ An).
Sông Lam chảy xuyên huyện Thanh Chương, dãy Trường Sơn ở phía Tây Nam làm biên giới tự nhiên với Lào, Cửa khẩu Thanh Thủy cách thành phố Viêng Chăn 435 km.
Trung tâm của huyện là Thị trấn Dùng (hay còn gọi là thị trấn Thanh Chương). Huyện lỵ cách thành phố Vinh 45 km.

## Khí hậu, thổ nhưỡng
Thanh Chương chịu ảnh hưởng trực tiếp của gió mùa Đông Bắc vào mùa đông, gió phơn Tây Nam (gió Lào) vào mùa hè. Mùa đông mưa rét mỗi khi có không khí lạnh tràn về, nhiệt độ trung bình dao động từ 13 - 18 độ C. Mùa hè nóng nhất từ tháng 4 đến tháng 7 có khi lên đến 40 - 41 độ C.
Vào mùa thu, nơi đây cũng chịu ảnh hưởng của nhiều cơn bão nhiệt đới gây thiệt hại lớn cho người dân.
Thanh Chương có 7 nhóm đất (xếp theo thứ tự từ nhiều đến ít): Nhiều nhất là loại đất pheralít đỏ vàng đồi núi thấp rồi đến đất pheralít đỏ vàng vùng đồi, đất phù sa, đất pheralít xói mòn trơ sỏi đá, đất pheralít mùn vàng trên núi, đất lúa vùng đồi núi và đất nâu vàng phát triển trên phù sa cổ và lũ tích. Nhìn chung đất đai cằn cỗi, nhiều sỏi đá. Chỉ một vài vùng đất có thẻ trồng cây công nghiệp (chè, tiêu) ở các xã Hạnh Lâm, Thanh Hà, Thanh Thủy...
Núi Giăng Màn cao 1.026m trên biên giới Việt - Lào là đỉnh núi cao nhất huyện.

## Dân số
Số dân Thanh Chương năm 1930 có 64.074 người. Năm 2000 có 228.603 người, đến năm 2019 là 240.808 người. Tốc độ tăng trưởng dân số đã bị chậm lại kể từ dầu thế kỷ XXI bởi làn sóng di cư kinh tế đến Bình Dương, Đồng Nai, Hà Nội, Sài Gòn.
Đa số là người Kinh, một số rất ít người dân tộc như Thái, Mông, Đan Lai.

## Kinh tế
Thanh Chương là huyện nghèo, thuần túy về nông lâm nghiệp với các sản phẩm chủ lực là gạo, ngô, khoai, sắn, cam và chè. Công nghiệp không thực sự phát triển với một số nhà máy như Nhà máy Sắn Thanh Ngọc, Nhà máy Gạch Ngói Rào Gang.

## Lịch sử
Thanh Chương thời nguyên thủy thuộc nước Việt Thường.
Năm 111 TCN (thời thuộc Hán) vùng đất này nằm trong huyện Hàm Hoan, quận Cửu Chân.
Từ năm 602 (thời thuộc Tuỳ), nằm trong huyện Cửu Đức, quận Nhật Nam.
Khởi nghĩa Mai Thúc Loan (713-722) thì nơi đây là địa bàn hoạt động chủ yếu của nghĩa quân.
Thời Nhà Ngô (939-965), Thanh Chương là thủ phủ Châu Hoan, nơi đặt dinh trấn thủ của quan thứ sử Đinh Công Trứ.
Thời thuộc nhà Minh đô hộ (1406-1428), Thanh Chương là đất huyện Thổ Du phủ Nghệ An.
Thời nhà Lê (1428-1786) huyện được gọi là Thanh Giang, sau đổi thành Thanh Chương (Năm 1729, do húy tên chúa Trịnh Giang).
Trong danh sách phủ huyện thời Hồng Đức (1479-1497) được chép trong Thiên Nam dư hạ tập vẫn còn chép là Thanh Giang. Năm 1490 (năm Hồng Đức thứ 21), Thanh Chương là một huyện thuộc phủ Đức Quang (cùng với Hương Sơn, La Sơn, Thiên Lộc, Nghi Xuân, Chân Phúc), xứ Nghệ An.
Năm 1826 (năm Minh Mạng thứ 7), huyện Thanh Chương tách khỏi phủ Đức Quang nhập vào phủ Anh Sơn.
Năm 1831 (năm Minh Mạng thứ 12), trấn Nghệ An tách thành 2 tỉnh Nghệ An và Hà Tĩnh. Huyện Thanh Chương thuộc phủ Anh Sơn, tỉnh Nghệ An.
Năm 1919, nhà Nguyễn và Pháp bỏ cấp phủ, huyện Thanh Chương trực thuộc tỉnh Nghệ An. Các tổng cũ được phân chia thành 12 xã.
Đầu năm 1954, theo chủ trương phân chia lại cấp xã của Uỷ ban kháng chiến hành chính Liên Khu IV thì huyện Thanh Chương trên cơ sở 12 xã cũ đã chia thành 41 xã mới.
Năm 1969, theo quyết định số 159 - NV của Bộ trưởng Bộ Nội vụ, huyện Thanh Chương đã hình thành nên một số xã mới.
Năm 1984, thành lập thị trấn Thanh Chương, thị trấn huyện lỵ huyện Thanh Chương.
Ngày 1 tháng 1 năm 2020, sáp nhập 3 xã Thanh Tường, Thanh Văn và Thanh Hưng thành xã Đại Đồng.
Ngày 24 tháng 10 năm 2024, Ủy ban Thường vụ Quốc hội ban hành nghị quyết số 1243/NQ-UBTVQH15 về việc sắp xếp đơn vị hành chính cấp huyện, cấp xã của tỉnh Nghệ An giai đoạn 2023–2025 (nghị quyết này có hiệu lực thi hành từ ngày 1 tháng 12 năm 2024):
- Sáp nhập hai xã Thanh Lĩnh, Thanh Đồng và thị trấn Thanh Chương thành thị trấn Dùng
- Sáp nhập hai xã Thanh Hòa và Thanh Nho thành xã Minh Sơn
- Sáp nhập hai xã Thanh Chi và Thanh Khê thành xã Thanh Quả
- Sáp nhập hai xã Thanh Long và Võ Liệt thành xã Kim Bảng
- Sáp nhập hai xã Xuân Tường và Thanh Dương thành xã Xuân Dương
- Sáp nhập ba xã Thanh Lương, Thanh Yên và Thanh Khai thành xã Minh Tiến
- Sáp nhập hai xã Thanh Mai và Thanh Giang thành xã Mai Giang.

Hiện nay huyện Thanh Chương có 1 thị trấn và 28 xã.

## Văn hiến
Thanh Chương ngày nay nặng về văn hóa họ tộc, với nhiều dòng họ nổi tiếng như Nguyễn Sỹ, Nguyễn Tài, Nguyễn Cảnh... Ảnh hưởng của nho giáo vẫn mạnh với vùng đất này.
Huyện này là một trong những vùng đất truyền thống của Đảng Cộng sản Việt Nam, trung tâm hoạt động của chính quyền xô viết giai đoạn 1930-1931.
Hầu hết chùa chiền miếu mạo đã bị phá hủy trong sự kiện Xô Viết Nghệ Tĩnh (1930-1931) và Cải cách ruộng đất (1953-1956). Hiện còn một số nhà thờ Kitô giáo thuộc Giáo phận Vinh (có 3 xứ, 17 họ chiếm khoảng 3,7% dân số toàn huyện) ở Thanh Đồng, Thanh Phong,...
Trong quyển Nghệ An ký Đốc học Bùi Dương Lịch có ghi rằng:
"Thanh Chương phong tục địa phương khoáng đạt, cảnh sắc thiên nhiên tươi đẹp; kẻ sĩ chăm chỉ đèn sách, trau dồi lễ nghĩa; dân làm nghề nông thì đàn ông chăm lo mùa vụ, đàn bà thì giữ gìn chính chuyên, hiền thục. Mọi người đều rất coi trọng lễ làng, phép nước, chuộng sự cần kiệm và đều coi trọng việc báo đáp công ơn đối với nhà vua cũng như cha mẹ là niềm vui".

Thời phong kiến có:
- Các danh thần: Nguyễn Cảnh Chân, Đinh Bô Cương, Nguyễn Cảnh Huy, Nguyễn Cảnh Kiên, Nguyễn Cảnh Hà, Nguyễn Cảnh Quế, Chu Tất Thắng, Nguyễn Tiến Tài, Phạm Kinh Vỹ, Trần Hưng Nhượng, Nguyễn Lâm Thái...
- Các danh tướng: Nguyễn Cảnh Dị, Chu Phụng Trực, Chu Phụng Huệ, Nguyễn Cảnh Hoan, Phan Đà, Trần Hưng Học,...
- Các danh sĩ: Chu Dy Hiến, Nguyễn Đình Cổn, Đinh Nhật Thận, Phan Sĩ Thục, Hồ Sĩ Tạo...
- Các chí sĩ: Đặng Nguyên Cẩn, Đặng Thúc Hứa, Nguyễn Hữu Điển; Trần Tấn,...

Thời hiện đại có:

Các nhà hoạt động cách mạng: Tôn Quang Phiệt, Nguyễn Sĩ Sách, Tôn Thị Quế.
Các vị lãnh đạo chính quyền: Phó thủ tướng Nguyễn Côn; Bộ trưởng Bộ Nông nghiệp Võ Thúc Đồng; Chủ nhiệm Ủy ban Đối ngoại Quốc hội Trần Văn Hằng; Ủy viên Bộ chính trị ĐCSVN Nguyễn Xuân Thắng; Chủ nhiệm Ủy ban Pháp luật Quốc hội Phan Trung Lý; Tổng Kiểm toán Nhà nước Trần Sĩ Thanh.
Các nhà trí thức nổi bật: GS Đặng Thai Mai; GS VS Nguyễn Duy Quý; GS Trần Đình Hượu; GS BS Hoàng Đình Cầu; GS NGND Nguyễn Tài Cẩn; GS TS Nguyễn Nghĩa Thìn; TS Nguyễn Sĩ Dũng. PCT UBND tỉnh Nghệ An Lê Ngọc Hoa.
Các nghệ sĩ: Nhạc sĩ Nguyễn Tài Tuệ; NSƯT Đinh Thìn; NSND Hồng Lựu, NSND Ngô Xuân Huyền.
Các nhà Kho học: Kỹ sư Võ Quý Huân.
Các tướng lĩnh: Trung tướng Nguyễn Đệ (Ba Trung) nguyên Tư lệnh QK9; Trung tướng Đặng Xuân Loan; Thiếu tướng Lê Nam Thắng - nguyên tư lệnh QK4; Thiếu tướng GS, TS Nguyễn Phùng Hồng; Thiếu tướng Nguyễn Cảnh Hiền Phó tư lệnh Bộ đội biên phòng; Thiếu tướng Nguyễn Trọng Nhưỡng; Thiếu tướng Lê Đình Đệ; Thiếu tướng Nguyễn Đình Minh; Thiếu tướng Nguyễn Thủ Thanh; Thiếu tướng Nguyễn Thế Công; Thiếu tướng Nguyễn Ngọc Độ; Thiếu tướng Đậu Đình Toàn; Thiếu tướng Nguyễn Hùng Lĩnh; Thiếu tướng Trần Minh Đạo; Thiếu tướng Nguyễn Sĩ Hội; Trung tướng Trần Võ Dũng; Thiếu tướng Lê Văn Minh Tư lệnh vùng 4 Cảnh sát Biển...

Các vị đỗ đại khoa thời phong kiến
- 1488: Chu Tất Thắng
- 1530: Chu Quang Trứ
- 1546: Nguyễn Ngọc Dật
- 1546: Phan Nhân Tường - Thanh Hà
- 1546: Trần Đăng Dũng - Đồng Văn
- 1555: Chu Dy Hiến
- 1664: Nguyễn Sĩ Giáo - Thanh Mai
- 1664: Nguyễn Tiến Tài - Thanh Tùng
- 1676: Nguyễn Đình Cổn - Thanh Giang
- 1715: Nguyễn Phùng Thời - Xuân Tường
- 1724: Phạm Kinh Vỹ - Thanh Tùng
- 1733: Nguyễn Bá Quýnh - Ngọc Sơn
- 1739: Nguyễn Lâm Thái - Thanh Tùng
- 1775: Nguyễn Thế Bình - Cát Văn
- 1838: Đinh Nhật Thận - Thanh Tiên
- 1844: Nguyễn Sỹ Ấn[8] - Thanh Lương
- 1848: Lê Đình Thức[8] - Thanh Lĩnh
- 1848: Bùi Sỹ Tuyển[8] - Thanh Hà
- 1849: Phan Sĩ Thục - Võ Liệt
- 1851: Phan Đình Thực[8] - Võ Liệt
- 1853: Nguyễn Hữu Điển - Thanh Văn
- 1877: Nguyễn Tài Tuyển - Thanh Văn
- 1895: Đặng Nguyên Cẩn[8] - Thanh Xuân
- 1913: Phan Sỹ Bàng[8] - Võ Liệt

Các vị đỗ đạt, làm quan thời phong kiến:
- 1780 -.1851: Cử nhân, Quan Hàn lâm viện Tu soạn Lê Ngọc Nhuận, Đồng Văn.

### Lễ hội truyền thống
- Lễ hội chính: Đền Bạch Mã, xã Võ Liệt, tổ chức từ ngày 09 đến 10 tháng 2 âm lịch hàng năm.

### Di tích lịch sử
Di tích lịch sử văn hóa cấp Quốc gia
- Đền Bạch Mã - xã Võ Liệt
- Đền Hữu, thờ Thái phó, Tấn quốc công Nguyễn Cảnh Hoan
- Đình Võ Liệt
- Nhà thờ và mộ Tiến sĩ Nguyễn Tiến Tài
- Nền tế cờ và nhà thờ họ Trần Tấn - xã Thanh Chi
- Nhà thờ họ Nguyễn Sỹ, Nhà thờ Nguyễn Sỹ Sách
- Nhà thờ họ Nguyễn Duy
- Nhà thờ và mộ Quận công Trần Hưng Học, Trần Hưng Nhượng
- Nhà thờ và lăng mộ Phúc Khánh Quận công Nguyễn Cảnh Huy

Di tích lịch sử, văn hóa cấp tỉnh gồm
- Nhà thờ họ Trần Võ ở xã Thanh Đồng
- Khu mộ tổ họ Nguyễn Cảnh ở xã Ngọc Sơn
- Đền thờ và mộ Phan Nhân Tường
- Nhà thờ họ Đặng và nhà lưu niệm Đặng Thai Mai
- Nhà thờ họ Nguyễn Duy
- Nhà thờ Đại tôn họ Nguyễn Trọng tại Thanh Phong
- Nhà thờ Nguyễn Hữu Điển
- Nhà thờ và lăng mộ Nguyễn Thế Bình ở xã Cát Văn
- Nhà thờ Phạm Kinh Vỹ
- Nhà thờ họ Lê Kim ở xã Ngọc Sơn
- Đình Làng Thượng
- Nhà thờ họ Tôn - xã Võ Liệt
- Đền Hai Hầu và nhà thờ họ Nguyễn Phùng
- Nhà thờ họ Nguyễn Lâm Thái - xã Thanh Tùng
- Đền Bà Chúa
- Nhà thờ Phan Sỹ Thục
- Nhà thờ họ Nguyễn (chi trung tôn)
- Khu mộ tổ và nhà thờ họ Chu
- Đền thờ quận công Đậu Bá Toàn - xã Thanh Khê
- Nhà thờ Đại tôn họ Nguyễn Như - tại Thôn Đại Định, Xã Thanh Văn
- Đình làng Văn Thánh - tại Thôn Đại Định, xã Thanh Văn.
- Phủ thờ Đàng Cao xã Thanh Văn thờ Cường Quận công Nguyễn Cảnh Vạn
- Nhà thờ họ Trần đại tôn tại xã Thanh Phong.
- Đền Gia Ban xã Thanh Hòa
- Đền Đậu Xã Thanh Hà
- Nhà thờ Họ Đậu Trung tôn, xã Thanh Mai
- Nhà thờ họ Nguyễn Văn, xã Phong Thịnh
- Phủ Hòa Quân, xã Thanh Hương

Danh lam thắng cảnh:
- Đảo Chè - xã Thanh An và Thanh Thịnh.
- Thác Mưa - xã Ngọc Lâm
- Thác Cối - xã Thanh Hà

### Thanh Chương với âm nhạc
Các ca khúc nổi tiếng về Thanh Chương:
- "Thanh Chương mời bạn về thăm" Sáng tác: Phan Thanh Chương;
- "Nhớ lắm quê mình ơi" Sáng tác: Hồ Hữu Thới;
- "Trở lại Thanh Chương" Sáng tác: Trần Hoàn;
- "Thanh Chương mến thương" Sáng tác: An Thuyên;
- "Lời ru tháng Chín" Sáng tác: Tân Huyền;
- "Tình Quê" Nhạc và Lời: Thái Hà;
- "Khúc hát sông quê" Thơ: Lê Huy Mậu, nhạc: Nguyễn Trọng Tạo;
- "Mơ quê" Sáng tác: Nguyễn Tài Tuệ;
- "Ngọt ngào Thanh Chương" Sáng tác: Nguyễn Như Khôi;
- "Đêm xuân Thanh Mai" Thơ: Trần Duy Ngoãn, nhạc: Ngô Quốc Tính;
- "Về Thanh Chương" Sáng tác: Lê Văn Hoan;
- "Nghĩa tình Thanh Chương" - Nhạc: Lê Xuân Hòa - Thơ: Nguyễn Đình Trường
- "Về đi anh" - Nhạc Lê Xuân Hòa - Thơ Mai Hoa

## Hành chính
Năm 1919, chính quyền thực dân phong kiến bỏ cấp phủ, huyện Thanh Chương trực thuộc tỉnh Nghệ An. Các tổng cũ được phân chia thành 12 xã cụ thể như sau:
- Tổng Cát Ngạn chia làm 3 xã: Cát Văn, Minh Sơn, Tam Đồng.
- Tổng Võ Liệt: Đồng Thanh, Vịnh Thọ, Kim Bảng.
- Tổng Bích Triều: Tân Dân, Xuân Triều.
- Tổng Đại Đồng: Đại Đồng, Đồng Văn.
- Tổng Xuân Lâm: Minh Tiến, Mai Lâm.

Đầu năm 1954, theo chủ trương phân chia lại cấp xã của UBKCHC Liên Khu IV thì huyện Thanh Chương trên cơ sở 12 xã cũ đã chia thành 41 xã mới như sau:
- Xã Cát Văn chia thành 3 xã: Thanh Cát, Thanh Bài và Thanh Bình.
- Xã Minh Sơn chia thành 4 xã là: Thanh Đức, Thanh Mỹ, Thanh Nho và Thanh Hòa.
- Xã Tam Đồng chia thành 3 xã là: Thanh Tiên, Thanh Liên và ThaThanhnh Chung.
- Xã Đồng Thanh chia thành 2 xã: Thanh Hương và Thanh Lĩnh.
- Xã Vĩnh Thọ chia thành 4 xã: Thanh Thịnh, Thanh An, Thanh Chi, Thanh Khê.
- Xã Kim Bảng chia thành 4 xã: Thanh Minh, Thanh Tân, Thanh Long, Thanh Hà.
- Xã Thanh Dân chia thành 4 xã: Thanh Giang, Thanh Mai, Thanh Tùng và Thanh Bích.
- Xã Xuân Triều chia thành 2 xã: Thanh Xuân và Thanh Lâm.
- Xã Đại Đồng chia thành 5 xã: Thanh Hưng, Thanh Văn, Thanh Tường, Thanh Đồng và Thanh Phong
- Xã Đồng Văn chia làm 3 xã: Thanh Ngọc, Thanh Luân, Thanh Tài.
- Xã Mai Lâm chia làm 3 xã: Thanh Lam (Lam Sơn – Lam Hồng – Lam Thắng), Thanh Nam, Thanh Trường.
- Xã Minh Tiến chia làm 4 xã là: Thanh Dương, Thanh Lương, Thanh Yên và Thanh Khai.

Ngày 15 tháng 4 năm 1967, theo quyết định số 140/NV của Bộ trưởng bộ Nội vụ:
- Giải thể Thanh Bích sáp nhập vào hai xã Thanh Giang (thôn Bích Lam và xóm Thanh Lam) và xã Thanh Lâm (thôn Bích Sơn và HTX Bích Hào).
- Chia xã Thanh Đức thành hai xã mới là Thanh Đức và Hạnh Lâm.
- Lập thêm 2 xã mới là xã Thanh Thủy và Thanh Lạc (hai xã mới này do phong trào khai hoang mà có).

Ngày 24 tháng 3 năm 1969, theo quyết định số 159 - NV của Bộ trưởng Bộ Nội vụ, huyện Thanh Chương đã hình thành nên một số xã mới do hợp nhất từ xã cũ như sau:
- Xã Bình Dương (Thanh Hưng và Thanh Văn hợp thành).
- Xã Ngọc Sơn (Thanh Lam nhập với Thanh Nam).
- Xã Đồng Văn (Thanh Luân nhập với Thanh Tài).
- Xã Xuân Tường (Thanh Trường nhập với Thanh Dương).
- Xã Phong Thịnh (Thanh Bình nhập với Thanh Chung).
- Xã Thanh Mỹ (Thanh Mỹ nhập với Thanh Lạc).
- Xã Thọ Lâm (Thanh Thịnh nhập với Thanh An).
- Xã Quảng Xã (Thanh Long nhập với Thanh Hà).
- Xã La Mạc (Thanh Nho nhập với Thanh Hòa).
- Xã Thanh Quả (Thanh Chi nhập với Thanh Khê).
- Xã Võ Liệt (Thanh Minh nhập với Thanh Tân).
- Xã Hạnh Lâm (Thanh Đức nhập với Hạnh Lâm).

Ngày 21 tháng 4 năm 1969, Bộ Nội vụ ra quyết định số 201/NV của Bộ trưởng Bộ Nội vụ, huyện Thanh Chương tiếp tục hình thành nên một số xã mới do hợp nhất từ xã cũ như sau:
- Hợp nhất hai xã Thanh Mai và Thanh Giang lấy tên là xã Thanh Giang.
- Hợp nhất 2 xã Thanh Tường và Thanh Đồng lấy tên là xã Tường Đồng.
- Hợp nhất 2 xã Thanh Cát và Thanh Bài lấy tên là xã Cát Văn.

Đến đầu năm 1971, các xã Bình Dương, Tường Đồng, Thọ Lâm... được tách ra thành các xã như cũ.
Từ năm 1976 đến năm 1991, huyện Thanh Chương thuộc tỉnh Nghệ Tĩnh, gồm 36 xã: Cát Văn, Đồng Văn, Hạnh Lâm, Ngọc Sơn, Phong Thịnh, Thanh An, Thanh Chi, Thanh Đồng, Thanh Dương, Thanh Giang, Thanh Hà, Thanh Hòa, Thanh Hưng, Thanh Hương, Thanh Khai, Thanh Khê, Thanh Lâm, Thanh Liên, Thanh Lĩnh, Thanh Long, Thanh Lương, Thanh Mai, Thanh Mỹ, Thanh Ngọc, Thanh Nho, Thanh Phong, Thanh Thịnh, Thanh Thủy, Thanh Tiên, Thanh Tùng, Thanh Tường, Thanh Văn, Thanh Xuân, Thanh Yên, Võ Liệt, Xuân Tường.
Ngày 27 tháng 10 năm 1984, thành lập thị trấn Thanh Chương, thị trấn huyện lỵ huyện Thanh Chương trên cơ sở 64 ha đất của xã Đồng Văn; 92 ha đất của xã Thanh Ngọc và 124 ha đất của xã Thanh Đồng.
Từ 1991 đến nay, huyện Thanh Chương thuộc tỉnh Nghệ An.
Ngày 10 tháng 4 năm 2002, thành lập xã Thanh Đức trên cơ sở 17.000,76 ha diện tích tự nhiên và 4.870 nhân khẩu của xã Hạnh Lâm.
Ngày 9 tháng 2 năm 2009, điều chỉnh một phần dân số của huyện Tương Dương về các khu tái định cư thuộc huyện Thanh Chương (dân cư của các xã giải thể để xây dựng hồ thủy điện Bản Vẽ), đồng thời:
- Thành lập xã Thanh Sơn trên cơ sở điều chỉnh 6.739,46 ha diện tích tự nhiên của xã Hạnh Lâm và 647,63 ha diện tích tự nhiên của xã Thanh Mỹ thuộc huyện Thanh Chương; 3.650 người của xã Kim Đa và 1.598 người của xã Hữu Dương (các xã vừa giải thể) thuộc huyện Tương Dương chuyển sang
- Thành lập xã Ngọc Lâm trên cơ sở điều chỉnh 5.269,79 ha diện tích tự nhiên của xã Thanh Hương, 3.652,85 ha diện tích tự nhiên của xã Thanh Thịnh thuộc huyện Thanh Chương; 2.725 người của xã Kim Tiến, 1.585 nhân khẩu của xã Luân Mai, 1.073 người của xã Hữu Dương (các xã vừa giải thể) và 1.435 người của xã Hữu Khuông thuộc huyện Tương Dương chuyển sang.

Ngày 1 tháng 1 năm 2020, sáp nhập 3 xã Thanh Tường, Thanh Văn và Thanh Hưng thành xã Đại Đồng.
Ngày 1 tháng 12 năm 2024, sáp nhập thị trấn Thanh Chương và 2 xã Thanh Lĩnh, Thanh Đồng thành thị trấn Dùng; sáp nhập 2 xã Thanh Hòa và Thanh Nho thành xã Minh Sơn; sáp nhập 2 xã Thanh Chi và Thanh Khê thành xã Thanh Quả; sáp nhập 2 xã Thanh Long và Võ Liệt thành xã Kim Bảng; sáp nhập 2 xã Xuân Tường và Thanh Dương thành xã Xuân Dương; sáp nhập 3 xã Thanh Lương, Thanh Yên và Thanh Khai thành xã Minh Tiến; sáp nhập 2 xã Thanh Mai và Thanh Giang thành xã Mai Giang.
Huyện Thanh Chương có 1 thị trấn Dùng (huyện lỵ) và 28 xã: Cát Văn, Đại Đồng, Đồng Văn, Hạnh Lâm, Kim Bảng, Mai Giang, Minh Sơn, Minh Tiến, Ngọc Lâm, Ngọc Sơn, Phong Thịnh, Thanh An, Thanh Đức, Thanh Hà, Thanh Hương, Thanh Lâm, Thanh Liên, Thanh Mỹ, Thanh Ngọc, Thanh Phong, Thanh Quả, Thanh Sơn, Thanh Thịnh, Thanh Thủy, Thanh Tiên, Thanh Tùng, Thanh Xuân, Xuân Dương.

## Đặc sản
Thanh Chương có nhiều đặc sản nổi tiếng, đặc sản nơi đây gắn liền với những người nông dân với việc trồng rừng, làm ruộng, chăn nuôi,...
Nhắc đến Thanh Chương nhắc đến câu thành ngữ "Nhút Thanh Chương, tương Nam Đàn".
Nhút Thanh Chương nổi tiếng nức lòng người Thanh Chương và ấm lòng người Xứ Nghệ có hai loại: Nhút là gì? nói chính xác là nhút mít Thanh Chương, Nhút Thanh Chương làm từ quả mít; loại ngon nhất là nhút làm từ xơ của quả mít chín, trong đó ngon nhất là quả mít bở (mít ướt) hoặc mít dai (mít mật), loại này hiếm, nhà nào trồng nhiều mít mới được thưởng thức thường xuyên, loại này không thấy bán trên thị trường, loại này xào ngon, nấu canh ngon, vắt chấm ngon, nộm ngon và nấu canh chua thì hảo hạng; loại ngon thứ nhì là nhút làm từ quả mít xanh (quả mít còn non), loại này trên thị trường có bán rất nhiều, khoảng 70.000 đồng/hũ/5 lít, loại này chủ yếu là xào, nộm (gỏi), và nấu canh chua.
Ngoài ra còn có các đặc sản khác đã đi vào các câu ca dao, câu hát ở vùng đất này:
"Thanh Chương ngon cá sông Giăng. Ngon khoai La Mạc, ngon măng chợ Chùa"
"Ai hay nước chát măng chua. Đi qua chợ Chùa thì tới Minh Sơn"
"Ai hay mít ngọt, mui bùi. Có về Cát Ngạn với tôi cùng về"
"Ai hay tương ngọt nhút chua. Mời về Ó, Nại mà mua ít nhiều"
"Quê ta ngọt mía Nam Đàn
Ngon khoai chợ Rộ, thơm cam Xã Đoài" (Chợ Rộ ở xã Võ Liệt)...
Đặc sản nổi tiếng khắp cả tỉnh và đã trở thành thương hiệu số 1 của Nghệ An đó chính là "Gà đồi Thanh Chương", thị gà có nhiều cách chế biến như gà luộc, gà nướng, gà rang sả ớt, và đặc biệt là gà nấu xáo, sự khác biệt ở gà nấu xáo Thanh Chương đó là xương gà được băm nhỏ để làm viên nên ăn rất thơm ngon và giòn.Gà ở Thanh Chương được nuôi thả trên những vườn đồi thoai thoải nên thịt gà săn chắc. Gà Thanh Chương đã trở thành món ngon của người Xứ Nghệ và là đặc sản để tiếp đón người thân, bạn bè và du khách thập phương khi đến với Xứ Nghệ, trong các bữa ăn hàng ngày.
Gần đây, đang có phong trào trồng Sâm Thổ Hào, loại cây trồng được danh tướng, Tiến sĩ Phạm Kinh Vỹ di thực về trồng trên quê hương, từ gần 300 năm trước. Trước đây sâm được trồng tại các xã Thanh Giang, Thanh Hà, Thanh Mai, Thanh Tùng. Ngày 17 tháng 03 năm 2025 UBND xã Thanh Hà và Hội nông dân xã đã tổ chức lễ ra mắt Hợp tác xã sâm thổ Hào.Tham dự buổi lễ có các đồng chí Trình Văn Nhã - Phó Bí thư Huyện uỷ, Chủ tịch UBND, Lê Thị Hồng Thiết - UV BTV - Trưởng ban tuyên giáo và dân vận, Giám đốc Trung tâm Chính trị huyện, lãnh đạo Hội nông dân huyện; Hợp tác xã Sâm Thổ Hào.